# Макмиллан, Джон
Джон Макмиллан (англ. John Macmillan; 13 сентября 1924, Уишо, Ланаркшир — 12 мая 2014) — британский химик-органик, один из основателей биоорганической химии. Внёс значительный вклад в современную органическую химию, в особенности, в определение структуры сложных природных продуктов. Член Королевского общества и Академии наук США

## Биография
Джон Макмиллан (также известный как Джейк) родился в Уишо, Ланаркшир, и прожил там свои первые 10 лет. Его отец и дед работали на железнодорожной станции, а мать работала на ферме. Семья Джона Макмиллана жила в небольшой квартире жилого дома. В 1934 году они переехали в Ланарк, где будущий учёный поступил в среднюю школу. В школе занятия химией были не особенно хороши в формальном смысле, однако преподаватель позволял проводить самостоятельные эксперименты. После окончания школы Макмиллан продолжил обучение и поступил в Университет Глазго в 1942 году. В университете он сосредоточился на изучении химии и ботаники. Дипломный проект учёного представлял собой синтез хиральных по атому азота производных оснований Трегера. В 1946 году Джон Макмиллан получил диплом с отличием и продолжил карьеру химика в качестве аспиранта Университета Глазго.
После получения степени PhD в 1949 году он присоединился к лаборатории «ICI Akers», недалеко от Уэлвина, в составе небольшой группы химиков-органиков и микробиологов. В процессе работы Макмиллан впервые в жизни посетил США, где познакомился с такими людьми, как Р. Б. Вудворд, Берни Финни, Ларри Раппапорт.
В 1963 г. Макмиллану предложили должность лектора в Бристольском университете. В это время Джон Макмиллан опубликовал множество работ о гибберилинах в сотрудничестве с учёными других стран. В 1983 году он стал заведующим кафедрой органической химии, а затем возглавил химический факультет. Он официально вышел на пенсию в 1990 году, но при этом продолжил научную работу на Исследовательской станции в Лонг Эштоне (LARS). LARS была закрыта в 2003 году после решения Исследовательского совета по биотехнологии и биологическим наукам, поскольку станцию решили объединить с экспериментальной станцией Ротамстед, дочерним компонентом Института исследований пахотных культур.
В 2003 году Макмиллан вернулся в Школу химии Бристольского университета в качестве почётного профессора и старшего научного сотрудника. Джон Макмиллан умер 12 мая 2014 года в возрасте 89 лет.

## Исследовательская деятельность
Во время студенчества и аспирантуры в Университете Глазго, Джон работал над изучением структуры колхицина, под руководством Дж. Д. Лаудона. Результатом его работы стала его первая публикация в журнале «Nature».
После защиты диссертации, работая в лаборатории «ICI Akers», он начал исследование в области грибковых активных метаболитов. В результате он смог выделить:
- Penicillium griseofulvum и Penicillium nigricans — сильнодействующие фунгистики гризеофульвина;[5]
- Метаболиты грибка «Gibberella fujikuroi» — тетрациклические дитерпеноидные кислоты, или гиббереллины[6].

Опыт работы команды с культурами грибов позволил им выделить большое количество основного метаболита гиббереллиновой кислоты (GA3), и определить его структуру.
Во время его работы в Бристольском университете вместе с его коллегой Бобом Бинком они разработали методику использования газовой хроматографии совместно с масс-спектрометрией (ГХМС). В сотрудничестве с профессором Нобутакой Такахаси им удалось сформулировать международно признанный протокол «GA» для присвоения наименований гиббереллинам, путём присвоения номеров природным гиббереллинам по мере их выделения, с генетиком Берни Финни была разработана методика синтеза аналогов гиббереллинов из аналогов кауреновой кислоты. Другим важным событием этого периода являлась подготовка и использование гиббереллиновых эпитопспецифических моноклональных антител в качестве регулятора роста растений. Работа над другими регуляторами роста растений включала абсцизовую кислоту, названную так из-за её роли в опадении листьев, но также важную для многих процессов развития, таких как период покоя и образование почек. Кроме того, в основном в период с 1965 по 1980 год Джейк продолжал работать над химией других природных соединений, в основном грибкового происхождения. К ним относятся высоко модифицированный стероид вортманнин, макродиолид, коллетодиол, коллетотрицин смешанного терпеноидного поликетидного происхождения, а также ксантомегин и родственные ему димерные нафтохиноновые пигменты. Также одним из ключевых проектов являлось исследование хевеадрида, представителя класса неадридных макроциклических природных соединений. Особый интерес вызвал биосинтез этого соединения, формально образующееся в реакции [4+5] циклоприсоединения.
После ухода из Бристольского университета Макмиллан основал свою исследовательскую лабораторию Лонг Эштон (LARS). Данная лаборатория продолжила исследования гиббереллинов, уделяя особое внимание ферментам, образующим GA3 и GA7, и их синтезу из непосредственных биосинтетических предшественников. В период 1990—2004 годов было выпущено 18 обзорных и 30 исследовательских статей.

## Семья и хобби
С детства Макмиллан увлекался футболом, он проводил всё светлое время суток, играя в местном карьере. Несмотря на несколько предложений стать профессиональным игроком, он продолжил карьеру химика, полагая, что она будет более прибыльной. Со своей женой Анной (урождённой Леви) он познакомился в лаборатории Akers, где она была исследователем в области физиологии. У них трое детей: Сьюзен, физиолог мозга, сейчас живёт в Шотландии; Фрэнки, зоофизиолог, в настоящее время профессор биомедицинского образования Бристольского университета; и Эндрю, школьный учитель с 25-летним стажем, а теперь застройщик недвижимости в Бристоле. Всего у них восемь внуков (Адам, Марк, Софи, Генри, Элис, Джейк, Анна и Гарриет) Все их внуки изучали или изучают естественные науки в университете.

## Премии и награды
За свои работы Макмиллан получил немало наград, премий и почётных степеней, включая членство в Национальной академии наук США (1991).
Среди его наград и званий:
- Медаль Флинтоффа от Королевского химического общества (1978)
- Член-корреспондент Американского общества физиологии растений (1978)
- Член Королевского общества(1978)
- Медаль за научные исследования от Международной ассоциации веществ для роста растений (1982)
- Премия Чарльза Рида Барнса Американского общества физиологии растений (1988)
- Премия Королевского химического общества в области химии природных соединений (1988)
- Почетный член Ботанического общества Америки (1989)
- Иностранный член Национальной академии наук США (1991)
- Пергамская фитохимическая премия (1995)